# Fortuna Arena

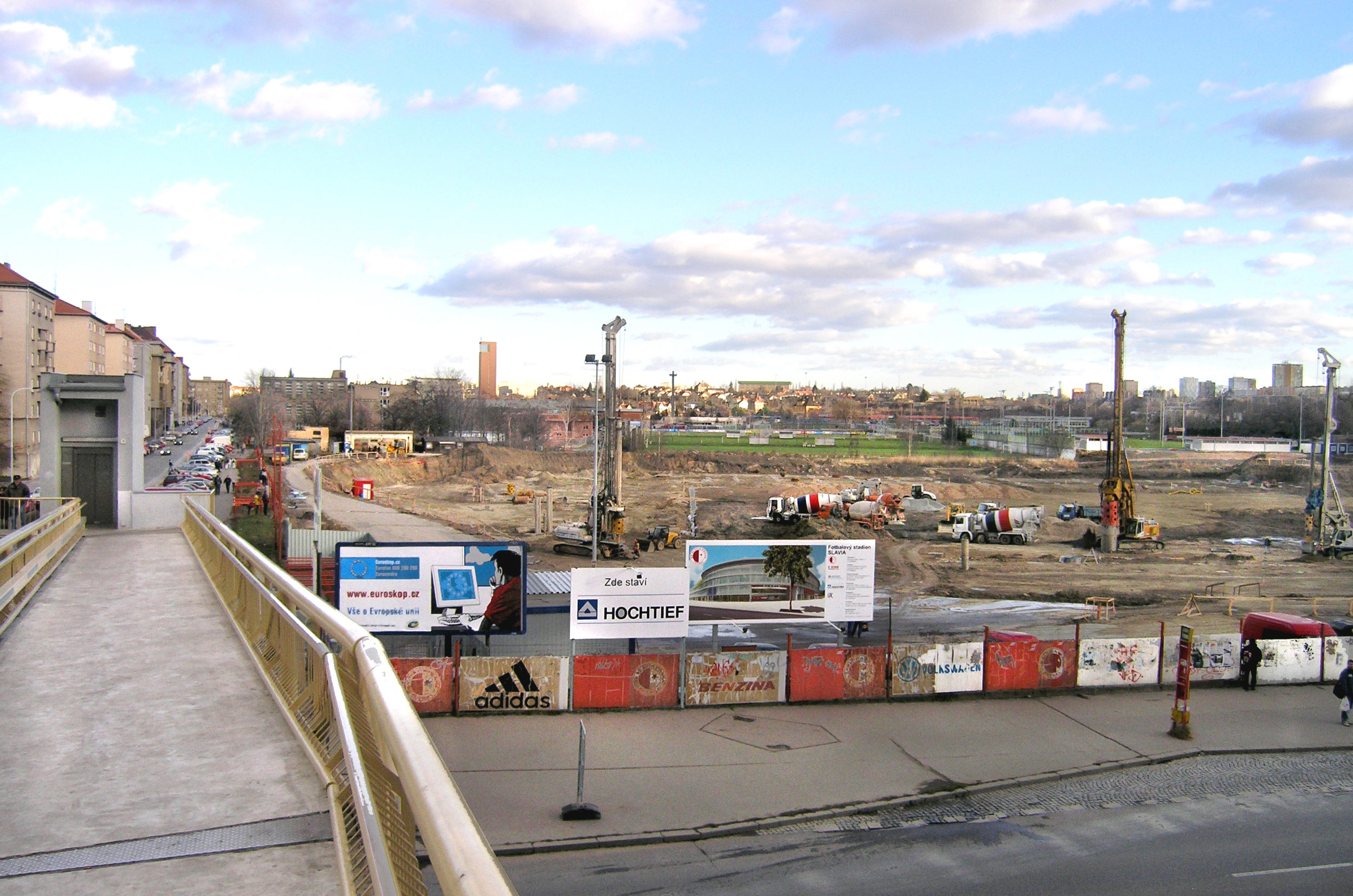
Bouw van het stadion (januari 2007)

De Fortuna Arena is een voetbalstadion in de Tsjechische hoofdstad Praag. In het stadion worden thuiswedstrijden gespeeld van de voetbalclub SK Slavia Praag en van het Tsjechisch nationaal voetbalelftal. Het stadion, met een capaciteit van 20.800 toeschouwers, staat in de wijk Vršovice.

## Geschiedenis
Het oorspronkelijke Stadion Eden werd gebouwd aan het begin van de jaren '50 van de 20e eeuw. De eerste wedstrijd in dit stadion, met een capaciteit van 50.000 toeschouwers, vond plaats op 27 september 1953. In de jaren zeventig werd het duidelijk dat Stadion Eden niet genoeg comfort bood voor de bezoekers en men begon plannen te maken voor een nieuw stadion op dezelfde locatie. Onder het communistische regime duurde het maken van de plannen echter lang, en in het uiteindelijke plan zou er pas in 1990 aan de bouw begonnen worden. Voor deze reden was Slavia Praag een jaar eerder tijdelijk verhuisd naar stadion Ďolíček, de thuisbasis van FC Bohemians 1905 Praag. De val van het communisme zorgde voor een nieuw uitstel van de bouw. In de tussentijd verhuisde Slavia opnieuw, ditmaal naar het Stadion Evžena Rošického. Voordeel was de grote capaciteit van dit stadion, nadeel het weinige comfort en de slechte bereikbaarheid.
Aan het begin van 1990 werd de gehele bouw geannuleerd en Slavia verhuisde terug naar Stadion Eden. Een nieuwe tijdelijke oosttribune werd gebouwd, aangezien de oorspronkelijke oosttribune al was gesloopt. Toch was duidelijk dat het stadion uit de tijd was en dat er een nieuw stadion moest komen. Verschillende plannen werden gemaakt maar er was niet genoeg geld voor de bouw. Vanaf 2000 voldeed Stadion Eden niet meer aan de eisen voor de Tsjechische competitie, waarna Slavia weer naar het impopulaire Stadion Evžena Rošického verhuisde.
Uiteindelijk presenteerde Slavia een plan voor een nieuw stadion. In december 2003 werd het oude Stadion Eden gesloopt en werd aangekondigd dat het nieuwe stadion op 19 oktober 2005 geopend zou worden. De bouw begon echter pas in oktober 2006. Ondanks het feit dat het stadion nog niet geheel gereed was, werd het geopend op 7 mei 2008 met een vriendschappelijke wedstrijd tegen Oxford University AFC.
Eind maart 2009 werd het stadion herdoopt tot de Synot Tip Arena. Na het verdwijnen van Synot Tip als hoofdsponsor in 2012 werd de naam van het stadion opnieuw veranderd in de Eden Aréna. In 2018 kreeg het stadion opnieuw een andere naam, dit keer werd de naam veranderd in Sinobo Stadium. In de zomer 2022 volgde de volgende naamswijziging, deze keer in Fortuna Arena.
Op 7 juni 2023 werd de UEFA Europa Conference League-finale gespeeld tussen ACF Fiorentina en West Ham United (1-2).

## Interlands
Het Tsjechisch voetbalelftal speelt geregeld interlands in de Fortuna Arena.
| 1  | 27 mei 2008       | Tsjechië – Litouwen      | 2 – 0 | Vriendschappelijk           |
| 2  | 14 oktober 2009   | Tsjechië – Noord-Ierland | 0 – 0 | WK 2010 kwalificatie        |
| 3  | 8 oktober 2010    | Tsjechië – Schotland     | 1 – 0 | EK 2012 kwalificatie        |
| 4  | 6 september 2013  | Tsjechië – Armenië       | 1 – 2 | WK 2014 kwalificatie        |
| 5  | 5 maart 2014      | Tsjechië – Noorwegen     | 2 – 2 | Vriendschappelijk           |
| 6  | 28 maart 2015     | Tsjechië – Letland       | 1 – 1 | EK 2016 kwalificatie        |
| 7  | 5 maart 2016      | Tsjechië – Zuid-Korea    | 1 – 2 | Vriendschappelijk           |
| 8  | 11 november 2016  | Tsjechië – Noorwegen     | 2 – 1 | WK 2018 kwalificatie        |
| 9  | 1 september 2017  | Tsjechië – Duitsland     | 1 – 2 | WK 2018 kwalificatie        |
| 10 | 26 maart 2019     | Tsjechië – Brazilië      | 1 – 3 | Vriendschappelijk           |
| 11 | 11 oktober 2019   | Tsjechië – Engeland      | 2 – 1 | EK 2020 kwalificatie        |
| 12 | 27 maart 2021     | Tsjechië – België        | 1 – 1 | WK 2022 kwalificatie        |
| 13 | 8 oktober 2021    | Tsjechië – Wales         | 2 – 2 | WK 2022 kwalificatie        |
| 14 | 2 juni 2022       | Tsjechië – Zwitserland   | 2 – 1 | UEFA Nations League 2022/23 |
| 15 | 5 juni 2022       | Tsjechië – Spanje        | 2 – 2 | UEFA Nations League 2022/23 |
| 16 | 24 september 2022 | Tsjechië – Portugal      | 0 – 4 | UEFA Nations League 2022/23 |
| 17 | 24 maart 2023     | Tsjechië – Polen         | 3 – 1 | EK 2024 kwalificatie        |
| 18 | 7 september 2023  | Tsjechië – Albanië       | 1 – 1 | EK 2024 kwalificatie        |
| 19 | 10 september 2024 | Tsjechië – Oekraïne      | 3 – 2 | UEFA Nations League 2024/25 |